# Aimé Piron
Pour les articles homonymes, voir Piron.
Aimé Piron est un poète bourguignon né à Dijon le 1er octobre 1640 et mort le 9 décembre 1727 à Dijon.
Apothicaire à Dijon, il épouse Anne Dubois, fille du sculpteur Jean Dubois.
Poète à ses heures, il compose des Noëls en patois bourguignon-morvandiau ainsi qu'un poème sur L'Evairement de la Peste enseignant les moyens de se prémunir contre ses atteintes. Aimé Piron est très apprécié pour son esprit par les Princes de Condé, gouverneurs de la Bourgogne.
Il est le père du poète et dramaturge Alexis Piron.